# De Dion-Bouton Type CN
Der De Dion-Bouton Type CN ist ein Pkw-Modell aus den 1910er Jahren. Er gehört zur Baureihe der V8-Modelle des französischen Herstellers De Dion-Bouton.

## Beschreibung
Eine Quelle gibt als Bauzeit 1910 an. Als Einführungsjahr ist es stimmig. Der Hersteller vergab die Typenbezeichnungen chronologisch alphabetisch. Der Type CJ erhielt seine Zulassung am 29. Juli 1909 und der Type CP am 15. September 1910.
Der V8-Motor hat 75 mm Bohrung und 100 mm Hub. Das ergibt 3534 cm³ Hubraum. Er war damals in Frankreich mit 25 Cheval fiscal (Steuer-PS) eingestuft und in den USA mit 26 PS. Er ist vorne im Fahrgestell montiert und treibt die Hinterräder an. Wasserkühler und Kühlergrill befinden sich direkt vor dem Motor, so wie es für Fahrzeuge dieses Herstellers ab 1906 üblich war.
Die Aufbauten sind zwar nicht explizit bekannt, aber üblich waren Tourenwagen.